# Julia Lermontova
Julia Vsevolodna Lermontova, född 21 december 1846 (2 januari 1847 enligt nya stilen) i Sankt Petersburg, död därstädes (då Petrograd i Ryska SFSR) 16 december 1919, var en rysk kemist. Hon är känd som den första ryska kvinnliga doktorn i kemi. Hon studerade vid universitetet i Heidelberg och vid universitetet i Berlin 1869–1871,[källa behövs] och tog sin doktorsexamen vid universitetet i Göttingen 1874. Hon blev en celebritet vid återkomsten till Ryssland, och valdes in i Ryska Kemiska Sällskapet 1875.

## Biografi
Julia Lermontova var dotter till generallöjtnant Vsevolod Nikolajevitj Lermontov, som var syssling till författaren Michail Lermontov, och hustrun Jelisaveta Andrejevna, född Kossikovskaja. Då fadern blev chef för kejserliga kadettskolan flyttade familjen till Moskva. Familjen ordnade hemundervisning för Lermontova.

### Utbildning
Lermontova ville studera naturvetenskap, men ryska universitet var stängda för kvinnor. Hon och hennes väninna Sofia Kovalevskaja reste därför till Tyskland och där de fick tillstånd att närvara vid föreläsningar på Heidelbergs universitet. Efter två år reste Lermontova till Berlin och studerade privat för August Wilhelm von Hofmann med en avhandling om metylenföreningar. 1874 doktorerade Lermontova för Friedrich Wöhler i Göttingen.

## Forskning
Efter avslutad utbildning reste Lermontova till Moskva och arbetade på Moskvauniversitetets kemiska laboratorium. Efter någon tid fick hon en inbjudan att arbeta med Aleksandr Butlerov i Sankt Petersburg. 1877 dog hennes far, hon flyttade till sin familj i Moskva. Hon fick arbete i Vladimir Markovnikov laboratorium och forskade på petroleum.